# Feulen
Feulen (luxembourgsk: Feelen) er en kommune og et byområde i Luxembourg. Kommunen, som har et areal på 22,76 km², ligger i kantonen Diekirch i distriktet Diekirch. I 2005 havde kommunen 1.484 indbyggere. 